# عارف اردبیلی
عارف اردبیلی. متولد اردبیل
عارف اردبیلی از شعرای بنام قرن هشتم و معاصر سلطان اویس جلایری می‌باشد. او دیوانی بنام فرهاد نامه دارد.
| در این گفتن چه جاری گشت خامه |  | نهادم نام آن فرهاد نامه |

«فرهادنامه» در وزن خسرو و شیرین نظامی گنجوی می‌باشد. به دعوت شروان‌شاه کیکاوس بن کیقباد (۷۷۴ -۷۴۵ ق)، به شروان رفت و آموزگار پسر وی شد. عارف در آنجا شروع به سرودن مثنوی «فرهادنامه» در وزن خسرو و شیرین نظامی کرد و تا سال ۷۷۱ ق آن را به پایان رسانید.

## نگاهی دیگر به شیرین در فرهاد نامه
عارف اردبیلی، شاعر قرن هشتم، چهرهٔ شیرین را در منظومهٔ «فرهادنامه» از دریچه‌ای دیگر به تصویر کشیده است. در این منظومه فرهاد شاهزاده‌ای چینی است که پس از مرگ پدرش فغفور و آغاز سلطنت عمویش به سوی ایران فرار می‌کند. شیرین به او دل می‌بازد و بدور از چشم خسرو با او هم‌آغوش می‌شود. اما خبر به خسرو می‌رسد. خسرو تصمیم می‌گیرد فرهاد را بکشد، اما به پند وزیر و از ترس مریم شیرین را به فرهاد می‌دهد، اما فرهاد را به بیستون می‌فرستد. شیرین به بهانهٔ شکار به دیدار فرهاد به بیستون می‌رود و آن دو به یکدیگر عشق می‌ورزند. پس از چندی فرهاد به دست پیرزنی کشته می‌شود.